# Aleksanteri Saarvala
Aleksanteri „Ale“ Saarvala (* 9. April 1913 in Wyborg; † 7. Oktober 1989 in Toronto) war ein finnischer Turner. 1936 gewann er als erster finnischer Turner eine olympische Goldmedaille.

## Leben
Saarvala wurde als Alexander Schabarin im russischen Wyborg geboren. Als Wyborg nach dem Ersten Weltkrieg als Viipuri zum unabhängigen Finnland kam, änderte er seinen Namen.
Saarvala belegte bei den Olympischen Spielen in Berlin den 19. Platz in der Einzelwertung und gewann mit der Mannschaft Bronze. Am Reck gewann er mit 19,367 Punkten Gold vor den beiden Deutschen Konrad Frey (19,267 Punkte) und Alfred Schwarzmann (19,233 Punkte).
Zwölf Jahre später war Saarvala auch bei den Olympischen Spielen in London dabei. Mit seinem 17. Platz in der Einzelwertung war er siebtbester Finne und fiel damit aus der Wertung, während seine Mannschaftskameraden Gold gewannen. An seinem Spezialgerät, dem Reck, belegte er zusammen mit drei weiteren Turnern den vierten Platz.
Saarvala gewann 13 finnische Meistertitel. Der gelernte Maurer wanderte 1957 nach Kanada aus.

## Olympische Platzierungen
- Olympische Sommerspiele 1936
  - Platz 19 im Mehrkampf
  - Platz 1 am Reck
  - Platz 3 in der Mannschaftswertung

- Olympische Sommerspiele 1948
  - Platz 17 im Mehrkampf
  - Platz 4 am Reck
  - Platz 8 am Seitpferd